# Airbus THOR
THOR (Test of Hi-tech Objectives in Reality) là một thiết bị bay không người lái được tạo ra một phần thông qua quá trình in 3D bởi Airbus châu Âu. Đây là máy bay in 3D đầu tiên trên thế giới. Trình bày lần đầu tiên tại Triển lãm Hàng không Berlin 2016, ngoại trừ các bộ phận động cơ điện, mô hình giống như máy bay không người lái được làm hoàn toàn bằng in 3D từ một chất gọi là polyamide.
Theo nhà sản xuất, Thor là từ viết tắt của 'Kiểm tra mục tiêu công nghệ cao trong thực tế'. Mặc dù vẫn còn trong giai đoạn beta, máy bay như Thor có ý định làm cho các chuyến bay tiết kiệm hơn và an toàn hơn.
Theo AFP, Thor đã có chuyến bay đầu tiên vào tháng 11 năm 2015 gần Hamburg, nơi nó đã vượt qua hầu hết các thử nghiệm.

## Các thông số kĩ thuật (THOR)
Đặc tính tổng quan
- Kíp lái: 0
- Chiều dài: 4 m (13 ft)
- Trọng lượng rỗng: 21 kg (46 lb)
- Cánh quạt: 2-lá

Hiệu suất bay